# Тепловіддача
Тепловідда́ча (рос. теплоотдача; англ. convective heat exchange; нім. Wärmeabgabe f, Wärmeleistung f) — явище теплообміну між теплоносієм і тілом, якому передається тепло, які відокремлені між собою твердою стінкою чи іншою поверхнею розділу.
Наприклад, теплообмін між рідиною (газом) і поверхнею твердої стінки, яка дотикається до неї. Тепловіддача базується на явищах натурального чи примусового перенесення тепла теплопровідністю, конвекцією та (чи) випромінюванням від одного температурного рівня до нижчого температурного рівня.
Розрізняють тепловіддачу за вільного (під дією сили тяжіння) і примусового (за допомогою насосів, вентиляторів тощо) руху теплоносія, а також за зміни його агрегатного стану (наприклад, конденсації пари).
Інтенсивність такого теплообміну характеризують коефіцієнтом тепловіддачі — кількістю теплоти, що її передано за одиницю часу через одиницю поверхні за різниці температур між поверхнею і теплоносієм в 1 К. У Міжнародній системі одиниць (SI) коефіцієнт тепловіддачі виражається у Вт/(м²·К).